# برک‌هات
برک‌هات (به هلندی: Berkhout) یک منطقهٔ مسکونی در هلند است که در کوخن‌لاند واقع شده‌است. برک‌هات ۱٬۷۷۰ نفر جمعیت دارد.